# 克鲁瓦西耶 (卡尔瓦多斯省)
克鲁瓦西耶（法語：Croisilles，法語發音：[kʁwazij] ⓘ）是法国卡尔瓦多斯省的一个市镇，位于该省南部，属于卡昂区。

## 地理
克鲁瓦西耶（48°59'53"N, 0°27'18"W）面积10.23 平方千米，位于法国诺曼底大区卡爾瓦多斯省，该省份为法国西北部沿海省份，北濒大西洋英吉利海峡，东北与滨海塞纳省以海上边界相接，东临厄尔省，南至奧恩省，西与芒什省接壤。
与克鲁瓦西耶接壤的市镇（或旧市镇、城区）包括：埃潘、埃松、桑格莱地区莱穆捷、乌菲耶尔、蒂里阿库尔勒奥姆、塞尼莱苏尔斯。

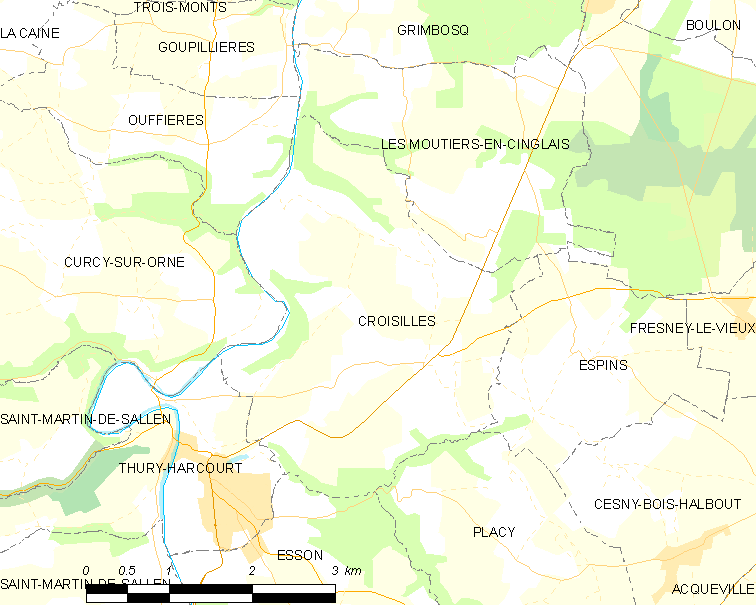
的OSM定位图

克鲁瓦西耶的时区为UTC+01:00、UTC+02:00（夏令时）。

## 行政
克鲁瓦西耶的邮政编码为14220，INSEE市镇编码为14207。

## 政治
克鲁瓦西耶所属的省级选区为勒奥姆县。

## 人口

1962-2008年间人口变化图示

克鲁瓦西耶于2022年1月1日时的人口数量为646人。